# Ministerstwo Energetyki Federacji Rosyjskiej
MMinisterstwo Energetyki Federacji Rosyjskiej (ros. Министерство энергетики Российской Федерации) – federalny organ władzy wykonawczej w Federacji Rosyjskiej odpowiedzialny za wykonywanie funkcji w zakresie opracowywania i realizacji polityki państwowej oraz regulacji prawnych w kompleksie paliwowo-energetycznym, w tym w kwestiach energetyki elektrycznej, wydobycia ropy naftowej, rafinacji ropy naftowej, gazu, węgla, łupków i torfu, głównych rurociągów ropy naftowej, gazu i ich przetworzonych produktów, odnawialnych źródeł energii, zagospodarowania złóż węglowodorów na podstawie umów o podziale produkcji oraz w przemyśle petrochemicznym, a także funkcji w zakresie świadczenia usług publicznych, zarządzania majątkiem państwowym w zakresie produkcji i użytkowania zasobów paliw i energii.